# Cơ quan Vũ trụ Vương quốc Liên hiệp Anh
Cơ quan Vũ trụ Anh quốc viết tắt là UKSA (tiếng Anh: United Kingdom Space Agency hay UK Space Agency) là cơ quan điều hành của Chính phủ Vương quốc Anh, chịu trách nhiệm cho chương trình không gian dân sự của Vương quốc Anh.
UKSA được thành lập ngày 01/04/2010 để thay thế cho Trung tâm Vũ trụ Quốc gia Anh (BNSC, British National Space Centre), và đã nhận trách nhiệm về chính sách của chính phủ và ngân sách quan trọng để thăm dò không gian . UKSA đại diện cho Vương quốc Anh trong tất cả các cuộc đàm phán về vấn đề không gian. "[mang] cùng tất cả các hoạt động không gian dân sự Anh dưới một quản lý duy nhất".
UKSA có trụ sở ở Swindon, Wiltshire, kế thừa trụ sở của BNSC .

### Video clips
- UK Space Agency YouTube channel